# Manisa (circonscription électorale)
La circonscription électorale de Manisa correspond à la province du même nom et envoie 10 députés à la Grande assemblée nationale de Turquie (9 entre 2015 et 2018).

## Composition
La circonscription de Manisa est divisée en 17 districts (ilçe). Chaque district est composé d'un chef-lieu et de municipalités (communes et villages).

## Résultats électoraux

### Élections législatives de 2018
| Partis                   | Partis                                        | Voix      | %     | Sièges | +/-           | Élus                                                                                  |
| ------------------------ | --------------------------------------------- | --------- | ----- | ------ | ------------- | ------------------------------------------------------------------------------------- |
|                          | Parti de la justice et du développement (AKP) | 385 078   | 40,15 | 5      |               | Murat Baybatur, Uğur Aydemir, İsmail Bilen, Semra Kaplan Kıvırcık et Mehmet Ali Özkan |
|                          | Parti républicain du peuple (CHP)             | 252 578   | 26,34 | 3      | en stagnation | Özgür Özel, Ahmet Vehbi Bakırlıoğlu et Bekir Başevirgen                               |
|                          | Le Bon Parti (İYİ)                            | 130 009   | 13,56 | 1      | Nv.           | Tamer Akkal                                                                           |
|                          | Parti d'action nationaliste (MHP)             | 109 812   | 11,45 | 1      | en stagnation | Erkan Akçay                                                                           |
|                          | Parti démocratique des peuples (HDP)          | 67 184    | 7,01  | 0      | en stagnation |                                                                                       |
|                          | Parti de la félicité (SP)                     | 8 943     | 0,93  | 0      | en stagnation |                                                                                       |
|                          | Parti patriote (VATAN)                        | 2 816     | 0,29  | 0      | en stagnation |                                                                                       |
|                          | Parti de la cause libre (HÜDA PAR)            | 2 581     | 0,27  | 0      | en stagnation |                                                                                       |
|                          |                                               |           |       |        |               |                                                                                       |
| Total                    | Total                                         | 959 001   | 100   | 10     | 1             | -                                                                                     |
| Inscrits / participation | Inscrits / participation                      | 1 046 410 | 91,14 |        |               |                                                                                       |

### Élections législatives de 2023
| Partis                   | Partis                                        | Voix      | %     | Sièges | +/-           | Élus                                                                              |
| ------------------------ | --------------------------------------------- | --------- | ----- | ------ | ------------- | --------------------------------------------------------------------------------- |
|                          | Parti de la justice et du développement (AKP) | 324 468   | 31,76 | 4      | 1             | Bahadır Nahit Yenişehirlioğlu, Murat Baybatur, Tamer Akkal et Ahmet Mücahit Arınç |
|                          | Parti républicain du peuple (CHP)             | 300 648   | 29,43 | 4      | 1             | Özgür Özel, Ahmet Vehbi Bakırlıoğlu, Bekir Başevirgen et Selma Aliye Kavaf        |
|                          | Parti d'action nationaliste (MHP)             | 144 102   | 14,10 | 1      | en stagnation | Erkan Akçay                                                                       |
|                          | Le Bon Parti (İYİ)                            | 112 905   | 11,05 | 1      | en stagnation | Şenol Sunat                                                                       |
|                          | Parti de la gauche verte (YSP)                | 59 090    | 5,78  | 0      | en stagnation |                                                                                   |
|                          | Parti de la victoire (ZP)                     | 22 537    | 2,21  | 0      | Nv.           |                                                                                   |
|                          | Nouveau parti de la prospérité (YRP)          | 15 885    | 1,55  | 0      | Nv.           |                                                                                   |
|                          | Parti de la grande unité (BBP)                | 13 476    | 1,32  | 0      | en stagnation |                                                                                   |
|                          | Parti de la patrie (M)                        | 10 192    | 1,00  | 0      | Nv.           |                                                                                   |
|                          | Parti de la justice (AP)                      | 3 829     | 0,37  | 0      | Nv.           |                                                                                   |
|                          | Parti jeune (GP)                              | 3 173     | 0,31  | 0      | en stagnation |                                                                                   |
|                          | Parti patriote (VATAN)                        | 1 603     | 0,16  | 0      | en stagnation |                                                                                   |
|                          | Parti communiste de Turquie (TKP)             | 1 558     | 0,15  | 0      | en stagnation |                                                                                   |
|                          | Parti de la nation (MP)                       | 1 288     | 0,13  | 0      | en stagnation |                                                                                   |
|                          | Parti des droits et libertés (HAK)            | 1 136     | 0,11  | 0      | en stagnation |                                                                                   |
|                          | Parti de gauche (SOL)                         | 1 122     | 0,11  | 0      | en stagnation |                                                                                   |
|                          | Parti des travailleurs de Turquie (TIP)       | 982       | 0,10  | 0      | en stagnation |                                                                                   |
|                          | Parti de libération du peuple (HKP)           | 888       | 0,09  | 0      | en stagnation |                                                                                   |
|                          | Parti de la route nationale (MYP)             | 751       | 0,07  | 0      | Nv.           |                                                                                   |
|                          | Mouvement communiste (TKH)                    | 444       | 0,04  | 0      | Nv.           |                                                                                   |
|                          | Parti de l'innovation (YP)                    | 366       | 0,04  | 0      | Nv.           |                                                                                   |
|                          | Parti de la justice et de l'unité (AB)        | 45        | 0,00  | 0      | Nv.           |                                                                                   |
|                          | Parti de la mère patrie (ANAP)                | 28        | 0,00  | 0      | en stagnation |                                                                                   |
|                          | Parti de l'union du pouvoir (GBP)             | 16        | 0,00  | 0      | Nv.           |                                                                                   |
|                          | Indépendants (Ind.)                           | 1 166     | 0,11  | 0      | en stagnation |                                                                                   |
|                          |                                               |           |       |        |               |                                                                                   |
| Total                    | Total                                         | 1 021 696 | 100   | 10     | en stagnation | -                                                                                 |
| Inscrits / participation | Inscrits / participation                      | 1 107 246 | 91,98 |        |               |                                                                                   |